# Hubert Humphrey
Hubert Horatio Humphrey, Jr. (27 de maig de 1911 a Wallace, Dakota del Sud - † 13 de gener de 1978, a Waverly, Minnesota). Polític estatunidenc. Vicepresident dels Estats Units entre 1965 i 1969. Afiliat al Partit Demòcrata.